# Wilhelm Friedrich Ernst Bach

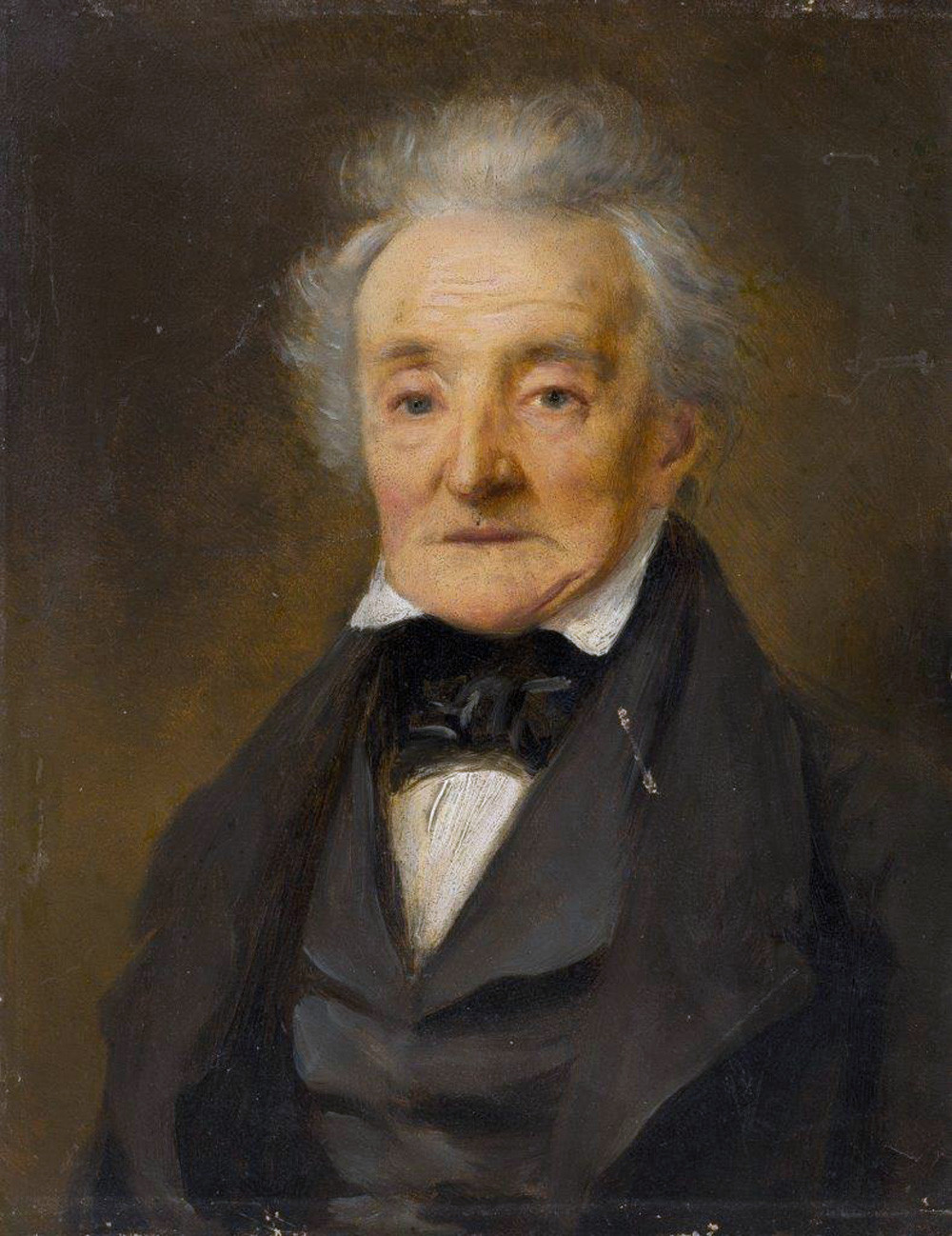
Porträt um 1843, vermutlich von Eduard Magnus

Wilhelm Friedrich Ernst Bach, auch William Bach (* 24. Mai 1759 in Bückeburg; † 25. Dezember 1845 in Berlin) war ein deutscher Komponist aus der Familie Bach.

## Leben
Der älteste Sohn des „Bückeburger Bach“ Johann Christoph Friedrich Bach wurde von seinem Vater und seit 1778 von seinem Onkel Johann Christian Bach in London unterrichtet, wo er sich einen Namen als Solist und Klavierlehrer machte. Nach dem Tod des Onkels 1782 reiste er nach Paris und in die Niederlande und wurde schließlich Musikdirektor in Minden. 1789 wurde er von König Friedrich Wilhelm II. nach Berlin berufen, wo er Cembalist der Königin Friederike wurde. Nach deren Tod 1805 war er Cembalist und Hofkapellmeister der Königin Luise und Musiklehrer der preußischen Prinzen. Er zog sich 1811, nach dem Tod der Königin Luise, von allen Ämtern zurück. Prinz Heinrich, Bruder von Friedrich Wilhelm III. von Preußen, setzte eine lebenslange Pension in Höhe von 300 Reichstalern für den J. S. Bach-Enkel aus.

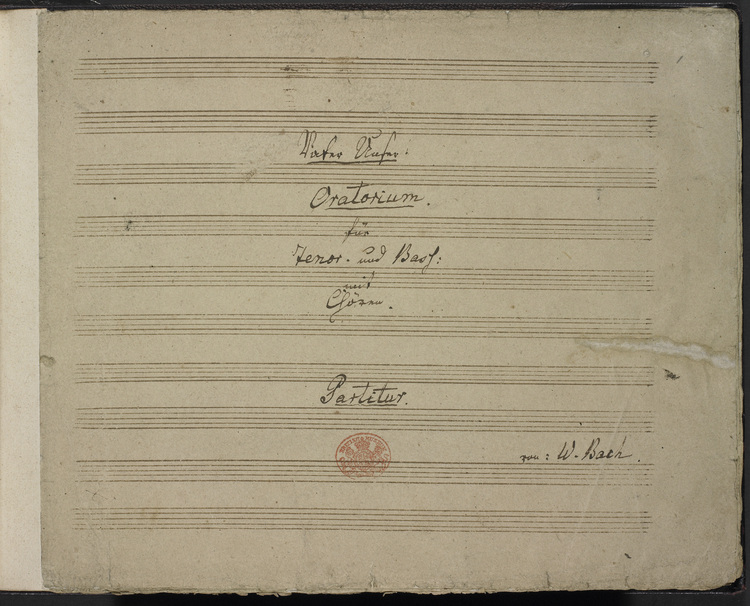
Autographe Titelseite von Bachs Oratorium Vater unser

Von Bach sind Klaviermusik (drei Klavierkonzerte, ein Konzert für zwei Klaviere u. a.), zwei Sinfonien, zwei Orchestersuiten, ein Divertimento, ein Sextett, eine Triosonate für 2 Flöten und Viola sowie Lieder und Kantaten überliefert. Eine der bemerkenswertesten Kompositionen war Dreyblatt in F-dur, ein Klavierstück für sechs Hände, bei dem der in der Mitte sitzende Pianist seine beiden Begleiterinnen umfasst und die Außenstimmen spielt, während die außen sitzenden Pianistinnen in der Mitte der Klaviatur spielen.
Bach heiratete zweimal und hatte drei Töchter und einen Sohn, der bereits als Säugling starb.
- Kinder aus 1. Ehe (⚭ 1798) mit Charlotte Philippina Henrietta geb. Elerdt (* 1780; † 29. November 1801):
  - Caroline Auguste Wilhelmine Ritter geb. Bach (* 14. Dezember 1799; † 13. Mai 1871)
  - Juliane Friederike Ernestine (* 8. September 1801; † 28. Oktober 1807)
- Kinder aus 2. Ehe (⚭ 1802) mit Wilhemine Susanne geb. Albrecht (* 1773/74; † 21. August 1862):
  - Auguste Wilhelmine Bach (* 6. Dezember 1805; † 12. Februar 1858)
  - Friedrich Wilhelm Ludwig Bach (* 10. November 1807; † 26. August 1808)[3]

Bei der feierlichen Enthüllung des Bach-Denkmals in Leipzig am 23. April 1843 war Wilhelm Bach als letzter männlicher Nachfahre Johann Sebastian Bachs anwesend und begegnete Robert Schumann sowie Felix Mendelssohn Bartholdy.
Am 13. August 1805 trat Bach der Berliner Loge Friedrich zu den drei Seraphim bei.

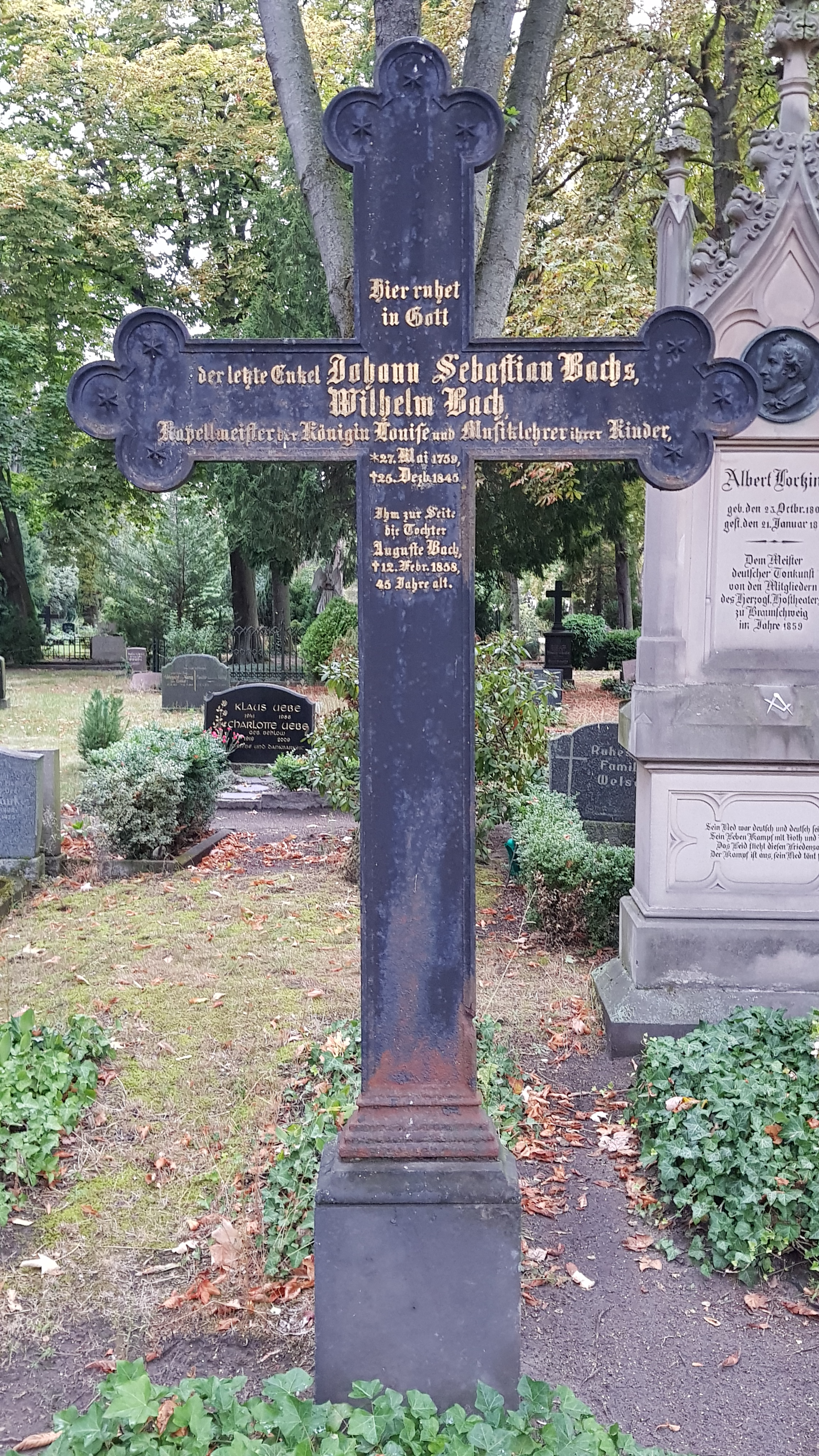
Grab von Bach in Berlin-Mitte (2020)

Wilhelm Friedrich Ernst Bach starb 1845 im Alter von 86 Jahren in Berlin. Sein Grab befindet sich auf dem Friedhof II der Sophiengemeinde an der Bergstraße in Berlin-Mitte. Als Grabzeichen dient ein hohes gusseisernes Grabkreuz. Die letzte Ruhestätte von Wilhelm Bach war von 1994 bis 2015 als Ehrengrab des Landes Berlin gewidmet.
Abgesehen von dem mehrfach eingespielten Dreyblatt gibt es nur wenige weitere Einspielungen seiner Werke.
Der WDR produzierte 1997/98 Ersteinspielungen mit Hermann Max, der Rheinischen Kantorei und dem Kleinen Konzert: je eine Sinfonie in G-Dur und C-Dur, ein festliches Vater unser und zwei große weltliche Kantaten (Westphalens Freude und Columbus oder die Entdeckung Americas). Eine weitere Einspielung des SWR von 2003 liegt mit der CD "Complete Works for Piano For Four Hands" des bulgarischen Pianisten-Duos Genova&Dimitrov vor, zusammen mit Werken seines Vaters J.Chr.Bach. Darüber hinaus gibt es einen Konzertmitschnitt der Kantate Vater unser in der Tübinger Stiftskirche (Stephanuschor, Concerto und Cappella Libera Tübingen), 2013.